# مقاطعة يونيون (كارولاينا الشمالية)
مقاطعة يونيون (بالإنجليزية: Union County)‏ هي إحدى مقاطعات ولاية كارولاينا الشمالية في الولايات المتحدة الأمريكية. مركز المقاطعة أو مقعدها هي مدينة مونرو. تأسست هذه المقاطعة سنة 1842.أصل هذه المقاطعة يأتي من: مقاطعة أنسون ومقاطعة ميكلينبرغ.

## أعلام
- يوآب لولر
- دبليو. بيت كونينغهام